# São Félix do Piauí
São Félix do Piauí é um município brasileiro do estado do Piauí. Esta a uma altitude de 175 metros e possui uma área de 648,66 km².
Sua população, conforme estimativas do IBGE de 2021, era de 2 923 habitantes.

## Administração pública
Poder Executivo
Esta é a lista de prefeitos e vice-prefeitos do município de São Félix do Piauí, estado brasileiro do Piauí.
| Nº | Nome                                          | Partido | Vice-prefeito                                            | Início do mandato       | Fim do mandato         | Observações                                                                                   |
| 1  | Adonias de Assunção Moura                     | ARENA   | José Lopes Teixeira (ARENA)                              | 1º de janeiro de 1971   | 30 de janeiro de 1973  | Prefeito e vice eleitos em sufrágio universal                                                 |
| 2  | Bartolomeu Oliveira da Silva                  | ARENA   | Luís Norberto de Moura (ARENA)                           | 31 de janeiro de 1973   | 31 de janeiro de 1977  | Prefeito e vice eleitos em sufrágio universal                                                 |
| 3  | José Ribamar Moura Vale                       | ARENA   | José Braz de Oliveira (ARENA)                            | 1º de fevereiro de 1977 | 31 de janeiro de 1983  | Prefeito e vice eleitos em sufrágio universal                                                 |
| 4  | José Jailson Pio                              | PDS     | Bonifácio José de Moura (PDS)                            | 1º de fevereiro de 1983 | 31 de dezembro de 1988 | Prefeito e vice eleitos em sufrágio universal                                                 |
| 5  | Wilson Pio Barbosa                            | PFL     | Manoel Bispo Guimarães                                   | 1º de janeiro de 1989   | 1º de agosto de 1992   | Prefeito e vice eleitos em sufrágio universal cujo titular fora assassinado durante o mandato |
| —  | Manoel Bispo Guimarães                        | PFL     | —                                                        | 1º de agosto de 1992    | 31 de dezembro de 1992 | Vice-prefeito eleito no cargo de Prefeito                                                     |
| 6  | José Jailson Pio                              | PFL     |                                                          | 1º de janeiro de 1993   | 31 de dezembro de 1996 | Prefeito e vice eleitos em sufrágio universal                                                 |
| 7  | Dionísio Moura Filho                          | PPB     |                                                          | 1º de janeiro de 1997   | 31 de dezembro de 2000 | Prefeito e vice eleitos em sufrágio universal                                                 |
| 7  | Dionísio Moura Filho                          | PPB     |                                                          | 1º de janeiro de 2001   | 31 de dezembro de 2004 | Prefeito e vice reeleitos em sufrágio universal                                               |
| 8  | José Jailson Pio                              | PFL     | Andreia Rodrigues Moura da Costa Valle (PTB)             | 1º de janeiro de 2005   | 31 de dezembro de 2008 | Prefeito e vice eleitos em sufrágio universal                                                 |
| 8  | José Jailson Pio                              | PTB     | Andreia Rodrigues Moura da Costa Valle (PTB)             | 1º de janeiro de 2009   | 31 de dezembro de 2012 | Prefeito e vice reeleitos em sufrágio universal                                               |
| 9  | Reginaldo Vieira de Moura, Reginaldo do Simão | PSD     | Francisco das Chagas Guimarães Moura, Chico Moura (PSDB) | 1º de janeiro de 2013   | 31 de dezembro de 2016 | Prefeito e vice eleitos em sufrágio universal                                                 |
| 10 | José Jailson Pio                              | PP      | José Afonso Soares de Mesquita (PSB)                     | 1º de janeiro de 2017   | Atual                  | Prefeito e vice eleitos em sufrágio universal                                                 |

Poder Legislativo
O Poder Legislativo é representado pela câmara municipal, composta por nove vereadores com mandato de 4 anos. Cabe aos vereadores na Câmara Municipal de São Félix do Piauí, especialmente fiscalizar o orçamento do município, além de elaborar projetos de lei fundamentais à administração, ao Executivo e principalmente para beneficiar a comunidade.